# Сельское поселение Покровское (Великоустюгский район)
Сельское поселение Покровское — упразднённое сельское поселение в составе Великоустюгского района Вологодской области.
Центр — село Ильинское.
Образовано 1 января 2006 года в соответствии с Федеральным законом № 131 «Об общих принципах организации местного самоуправления в Российской Федерации».
Население по данным переписи 2010 года — 441 человек, оценка на 1 января 2012 года — 402 человека.

## История
В 1924 году на территории нынешнего сельского поселения Покровское были созданы сельсоветы: Покровский с центром в селе Чучеры, Грибинский с центром в деревне Анцигино и сельсовет в деревне Пырза. В 1940-е годы центром Грибинского сельсовета стало село Ильинское; из Пырзы центр сельсовета перенесли в село Палема и сельсовет получил название Палемский. Тогда в Грибинском сельсовете было 38 деревень, в Палемском и Покровском — по 32 деревни.
В 1954 году к Покровскому сельсовету был присоединён Грибинский. В 1959 году в связи с укрупнением колхозов были переданы в Парфёновский сельсовет 5 населённых пунктов Покровского сельсовета: Шастово, Ломтево, Команево, Кибра, Слободка.
В 1960 году к Покровскому сельсовету был присоединён Палемский. В том же году 12 деревень Покровского сельсовета были присоединены к Викторовскому сельсовету, расположенному за рекой Лузой. После этого в Покровском сельсовете насчитывалось 62 деревни с 477 хозяйствами и 1478 человек населения. В период с 1974 года по 2008 год перестали существовать 36 деревень.
В 1999 году был утверждён список населённых пунктов Вологодской области. Согласно этому списку в Покровский сельсовет входили 28 населённых пунктов, в Викторовский — 26.
В 2001 году были упразднены деревни Высоково, Лубягино, Мериново Викторовского сельсовета, Шиловка и Шулепово Покровского сельсовета.
1 января 2006 года в составе Великоустюгского района были образованы
- Покровское сельское поселение с центром Ильинское, в которое вошёл Покровский сельсовет (ОКАТО 19 214 852),
- Викторовское сельское поселение с центром Первомайское, в которое вошёл Викторовский сельсовет (ОКАТО 19 214 812)[5].

13 апреля 2009 года Покровское и Викторовское поселения были объединены в общее Покровское сельское поселение с центром в селе Ильинское.
Законом Вологодской области от 29 мая 2017 года № 4147-ОЗ были преобразованы, путём их объединения, сельские поселения Парфёновское, Покровское и Шемогодское — в сельское поселение Заречное с административным центром в деревне Аристово.

## Экономика
В 1926 году на бывшей церковной земле в деревне Косиково была образована коммуна «Красное солнце» из 3 частный хозяйств. В 1931—1932 годах на территории Грибинского и Покровского сельсоветов было создано 20 колхозов, с 1934 года происходило укрупнение колхозов. К 1951 году осталось 2 крупных колхоза — «Колхозный труд» и «Новая деревня». В Палемском сельсовете к этому времени образовался колхоз «Дружба». В 1960-е годы все колхозы были объединены в колхоз «Дружба». В 1970-е годы существовал совхоз «Мир», специализировавшийся на производстве свинины. В первой половине 2000-х годов крупные сельскохозяйственные предприятия были ликвидированы.
В 2008 году на территории Покровского сельского поселения работали 3 почтовых отделения, 3 фельдшерско-акушерских пункта, 5 магазинов.

## Культура и образование
На территории поселения сохранились пять бывших церквей, которые находятся в полуразрушенном состоянии: Ильинская (Илии Пророка) в с. Ильинское, Чучерская Покровская церковь в д. Чучеры, Палемская Никольская в с. Палема, Богородицкая (Рождества Богородицы) в с. Первомайском (Рождествено), Викторовская Никольская в д. Викторово (не жил.).
В 2008 году на территории поселения действовали Грибинская средняя общеобразовательная школа, Ильинский детский сад, Палемская начальная общеобразовательная школа, 2 библиотеки, Покровский дом культуры и его филиалы — Палемский и Ильинский дома культуры.

## Населённые пункты
В состав сельского поселения входило 49 населённых пунктов, в том числе
2 села и
47 деревень, из них не менее 6 нежилых.
| Населённый пункт         | ОКАТО          | Рег. номер | Расстояние до районного центра, км | Расстояние до центра поселения, км | Индекс | Координаты                      |
| ------------------------ | -------------- | ---------- | ---------------------------------- | ---------------------------------- | ------ | ------------------------------- |
| деревня Агеево           | 19 214 812 002 | 946        | 64                                 |                                    | 162385 | 60°33′59″ с. ш. 46°46′35″ в. д. |
| деревня Алексеевская     | 19 214 812 003 | 947        | 59                                 |                                    | 162385 | 60°37′38″ с. ш. 46°54′26″ в. д. |
| деревня Анциферово       | 19 214 812 004 | 948        | 60                                 |                                    | 162385 | 60°35′25″ с. ш. 46°47′11″ в. д. |
| деревня Баюшевская       | 19 214 812 005 | 949        | 60                                 |                                    | 162385 | 60°37′18″ с. ш. 46°55′27″ в. д. |
| деревня Беляшкино        | 19 214 812 006 | 950        | 62                                 |                                    | 162385 | 60°34′49″ с. ш. 46°45′40″ в. д. |
| деревня Биричево         | 19 214 812 007 | 951        | 57                                 |                                    | 162385 | 60°36′32″ с. ш. 46°50′13″ в. д. |
| деревня Большое Чебаево  | 19 214 852 002 | 1151       | 31,5                               | 1,5                                | 162383 | 60°35′41″ с. ш. 46°44′07″ в. д. |
| деревня Бор              | 19 214 852 003 | 1152       | 45                                 | 15                                 | 162384 | 60°38′23″ с. ш. 46°54′33″ в. д. |
| деревня Буково           | 19 214 852 004 | 1153       | 31                                 | 1                                  | 162383 | 60°36′42″ с. ш. 46°44′32″ в. д. |
| деревня Быково           | 19 214 812 008 | 952        | 57                                 |                                    | 162385 | 60°35′53″ с. ш. 46°51′06″ в. д. |
| деревня Викторово        | 19 214 812 009 | 953        | 63                                 |                                    | 162385 | 60°36′01″ с. ш. 46°58′24″ в. д. |
| деревня Высокая          | 19 214 852 005 | 1154       | 38                                 | 8                                  | 162384 |                                 |
| деревня Гора-Семеновская | 19 214 812 011 | 955        | 58                                 |                                    | 162385 |                                 |
| деревня Грибино          | 19 214 852 006 | 1155       | 37                                 | 7                                  | 162383 | 60°38′51″ с. ш. 46°43′25″ в. д. |
| деревня Гришино          | 19 214 852 007 | 1156       | 21                                 | 9                                  | 162382 | 60°38′25″ с. ш. 46°37′23″ в. д. |
| деревня Игнатьевская     | 19 214 812 012 | 956        | 57                                 |                                    | 162385 | 60°35′54″ с. ш. 46°52′19″ в. д. |
| деревня Измарухово       | 19 214 852 008 | 1157       | 43                                 | 13                                 | 162384 |                                 |
| деревня Изонинская       | 19 214 852 009 | 1158       | 20                                 | 11                                 | 162382 | 60°38′29″ с. ш. 46°34′13″ в. д. |
| село Ильинское           | 19 214 852 001 | 1150       | 30                                 | —                                  | 162383 | 60°36′04″ с. ш. 46°45′08″ в. д. |
| деревня Исток            | 19 214 812 013 | 957        | 70                                 |                                    | 162385 | 60°35′18″ с. ш. 46°40′48″ в. д. |
| деревня Копылово         | 19 214 812 014 | 958        | 65                                 |                                    | 162385 |                                 |
| деревня Королёво         | 19 214 852 010 | 1159       | 42                                 | 12                                 | 162384 | 60°39′18″ с. ш. 46°51′01″ в. д. |
| деревня Кулаково         | 19 214 852 011 | 1160       | 23                                 | 7                                  | 162382 | 60°38′15″ с. ш. 46°38′02″ в. д. |
| деревня Кушалово         | 19 214 812 015 | 959        | 54                                 |                                    | 162385 | 60°36′46″ с. ш. 46°51′36″ в. д. |
| деревня Лаврешово        | 19 214 852 012 | 1161       | 35                                 | 5                                  | 162383 | 60°37′34″ с. ш. 46°48′16″ в. д. |
| деревня Логиновская      | 19 214 812 016 | 960        | 59                                 |                                    | 162385 | 60°36′43″ с. ш. 46°54′08″ в. д. |
| деревня Луза             | 19 214 812 018 | 962        | 59                                 |                                    | 162385 | 60°36′59″ с. ш. 46°48′58″ в. д. |
| деревня Малое Чебаево    | 19 214 852 013 | 1162       | 30,5                               | 0,5                                | 162383 | 60°35′44″ с. ш. 46°44′50″ в. д. |
| деревня Мартищево        | 19 214 812 019 | 963        | 57                                 |                                    | 162385 | 60°35′51″ с. ш. 46°51′16″ в. д. |
| деревня Милославская     | 19 214 852 014 | 1163       | 54                                 | 24                                 | 162383 | 60°42′11″ с. ш. 46°54′14″ в. д. |
| деревня Мителево         | 19 214 812 021 | 964        | 67                                 |                                    | 162385 | 60°34′32″ с. ш. 46°43′29″ в. д. |
| деревня Михайловская     | 19 214 852 015 | 1164       | 19,5                               | 10,5                               | 162382 | 60°38′45″ с. ш. 46°35′47″ в. д. |
| деревня Новое Завражье   | 19 214 852 017 | 1166       | 41                                 | 11                                 | 162383 | 60°40′31″ с. ш. 46°50′14″ в. д. |
| деревня Новосёлово       | 19 214 852 016 | 1165       | 19,5                               | 10,5                               | 162382 | 60°38′24″ с. ш. 46°36′22″ в. д. |
| село Палема              | 19 214 852 018 | 1167       | 44                                 | 14                                 | 162384 | 60°38′34″ с. ш. 46°52′16″ в. д. |
| деревня Первомайское     | 19 214 812 001 | 945        | 55                                 |                                    | 162385 | 60°36′35″ с. ш. 46°51′56″ в. д. |
| деревня Подволочье       | 19 214 852 019 | 1168       | 18                                 | 12                                 | 162382 | 60°39′07″ с. ш. 46°35′10″ в. д. |
| деревня Пополутково      | 19 214 812 022 | 966        | 61                                 |                                    | 162385 | 60°35′25″ с. ш. 46°56′57″ в. д. |
| деревня Прислон          | 19 214 852 020 | 1169       | 39                                 | 9                                  | 162384 | 60°40′03″ с. ш. 46°49′14″ в. д. |
| деревня Родионовица      | 19 214 852 021 | 1170       | 20                                 | 12                                 | 162382 | 60°38′41″ с. ш. 46°35′06″ в. д. |
| деревня Слинкино         | 19 214 812 023 | 967        | 59                                 |                                    | 162385 | 60°35′04″ с. ш. 46°50′49″ в. д. |
| деревня Старое Завражье  | 19 214 852 022 | 1171       | 42                                 | 12                                 | 162383 | 60°40′18″ с. ш. 46°49′45″ в. д. |
| деревня Тараканово       | 19 214 812 024 | 968        | 60                                 |                                    | 162385 | 60°37′05″ с. ш. 46°48′03″ в. д. |
| деревня Уткино           | 19 214 852 023 | 1172       | 20,5                               | 9,5                                | 162382 |                                 |
| деревня Филатово         | 19 214 812 025 | 969        | 59                                 |                                    | 162385 |                                 |
| деревня Холмец           | 19 214 852 024 | 1173       | 49                                 | 19                                 | 162383 | 60°40′17″ с. ш. 46°58′05″ в. д. |
| деревня Чучеры           | 19 214 852 025 | 1174       | 20                                 | 10                                 | 162382 | 60°38′24″ с. ш. 46°37′11″ в. д. |
| деревня Юрьевская        | 19 214 812 026 | 970        | 61                                 |                                    | 162385 |                                 |
| деревня Ярыгино          | 19 214 852 028 | 1177       | 17                                 | 13                                 | 162383 | 60°39′22″ с. ш. 46°34′38″ в. д. |

Населённые пункты, упразднённые 18 января 2001:
| Населённый пункт | ОКАТО          | Рег. номер | Расстояние до районного центра, км | Расстояние до центра поселения, км | Сельсовет    |
| ---------------- | -------------- | ---------- | ---------------------------------- | ---------------------------------- | ------------ |
| деревня Высоково | 19 214 812 010 | 954        | 61                                 |                                    | Викторовский |
| деревня Лубягино | 19 214 812 017 | 961        | 62                                 |                                    | Викторовский |
| деревня Мериново | 19 214 812 020 | 965        | 61                                 |                                    | Викторовский |
| деревня Шиловка  | 19 214 852 026 | 1175       | 25                                 | 5                                  | Покровский   |
| деревня Шулепово | 19 214 852 027 | 1176       | 46                                 | 16                                 | Покровский   |